# Caprie
Caprie (Ciàvrie in piemontese e in francoprovenzale) è un comune italiano di 2 004 abitanti della città metropolitana di Torino in Piemonte.

## Geografia fisica

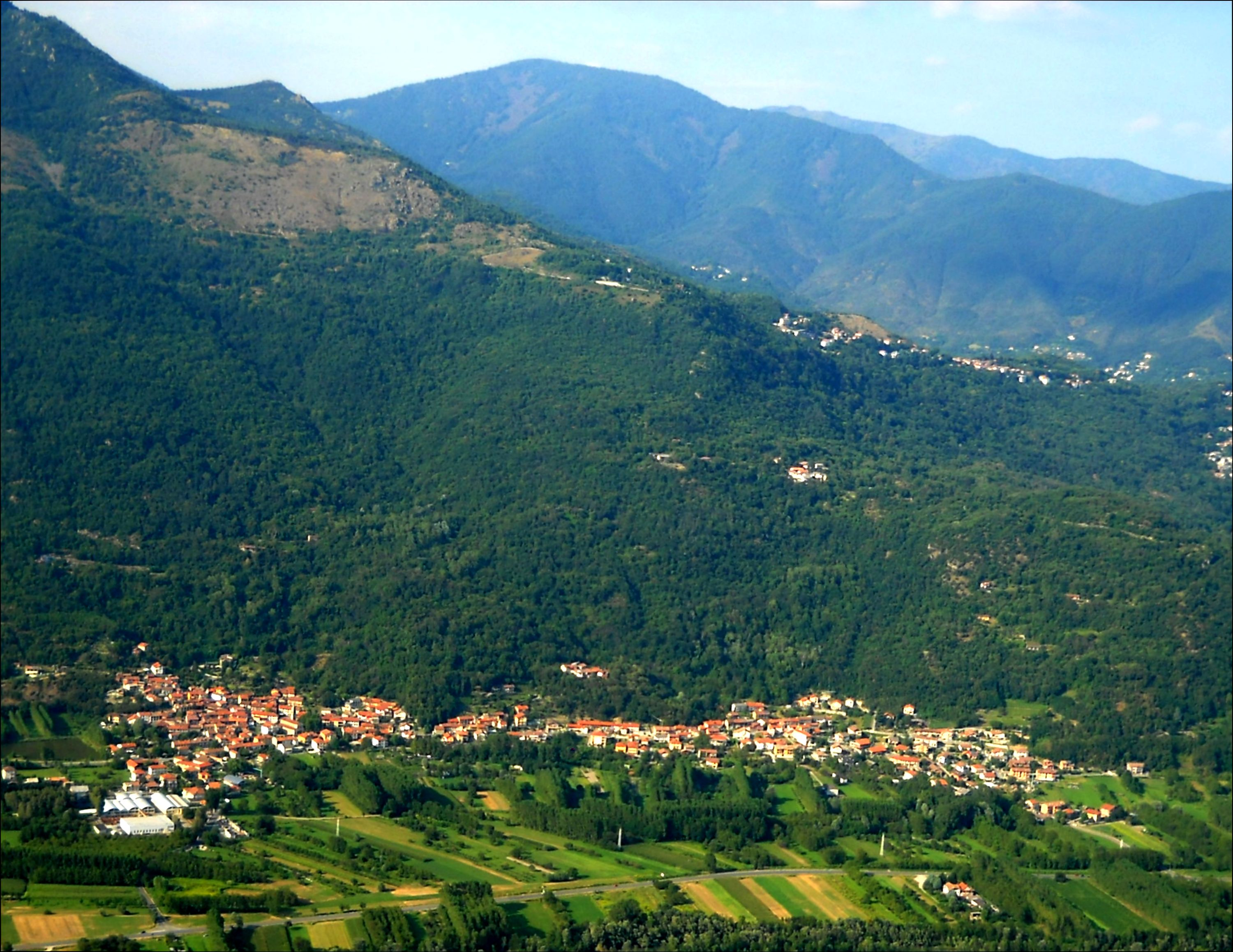
Borgata Novaretto

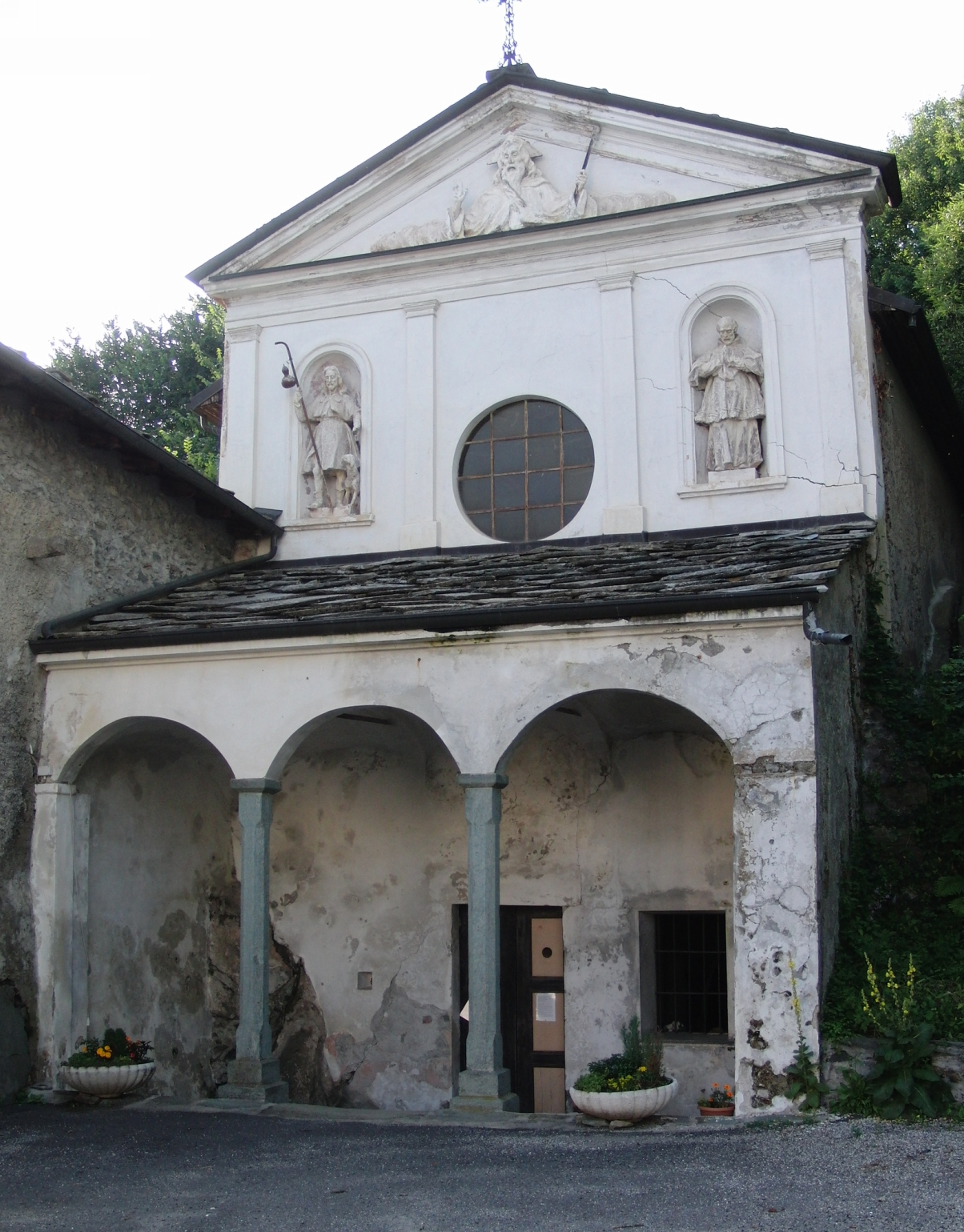
Cappella di San Vincenzo a Celle di Caprie

Il comune di Caprie si trova nella bassa Val di Susa. Oltre al centro comunale, collocato sul fondovalle, il comune comprende l'abitato di Novaretto, anch'esso sul fondovalle e sede di una parrocchia dedicata a San Rocco.
Le frazioni di Celle, Campambiardo e Peroldrado sono invece situate a mezzacosta in sinistra orografica della valle. Anche Celle è sede di una parrocchia dedicata a Santa Maria Assunta. La parrocchiale è in stile romanico con un bel campanile e un'antica cripta di notevole interesse storico e artistico.
Un'antica leggenda indica Celle come dimora del santo eremita Giovanni Vincenzo, fondatore della Sacra di San Michele.

## Via Francigena
Per Caprie passa la variante lato sinistro della Via Francigena, rami del Moncenisio e del Monginevro.

## Origini del nome
Fino al dicembre 1936 il comune era denominato Chiavrie; essendo considerato troppo simile al nome in lingua piemontese, il nome fu italianizzato dal regime fascista.

## Storia

### Simboli
Lo stemma e il gonfalone del comune di Caprie sono stati concessi con decreto del presidente della Repubblica del 18 febbraio 1960.
Il gonfalone è un drappo di azzurro.

## Monumenti e luoghi d'interesse
- Chiesa di San Pancrazio

## Società

### Evoluzione demografica
Abitanti censiti

### Etnie e minoranze straniere
Secondo i dati Istat al 31 dicembre 2017, i cittadini stranieri residenti a Caprie sono 61, così suddivisi per nazionalità, elencando per le presenze più significative:
1. Romania, 28

## Amministrazione
| Periodo | Periodo   | Primo cittadino     | Partito                         | Carica  | Note       |
| ------- | --------- | ------------------- | ------------------------------- | ------- | ---------- |
| 2004    | 2009      | Gian Andrea Torasso | lista civica Vivere a Caprie    | Sindaco |            |
| 2009    | 2014      | Gian Andrea Torasso | lista civica Vivere a Caprie    | Sindaco | II mandato |
| 2014    | 2019      | Paolo Chirio        | lista civica Caprie bene comune | Sindaco |            |
| 2019    | in carica | Gian Andrea Torasso | lista civica Vivere Caprie      | Sindaco |            |

### Altre informazioni amministrative
Caprie faceva parte fino al 2009 della Comunità montana Bassa Valle di Susa e Val Cenischia, confluita in quell'anno nella Comunità Montana Valle Susa e Val Sangone, anch'essa in seguito soppressa assieme alle altre comunità montane del Piemonte.